# Beasley Smith
Beasley Smith, geboren John Beasley Smith (McEwen (Tennessee), 27 september 1901 - Nashville (Tennessee), 14 mei 1968) was een Amerikaanse liedjesschrijver, orkestleider, arrangeur en A&R-manager. Hij schreef een aantal pop- en country-hits. Hij is in 1983 postuum opgenomen in de Nashville Songwriters Hall of Fame.

## Carrière
Smith studeerde aan het Peabody College en de Vanderbilt University in Nashville (tegenwoordig is Peabody College een onderdeel van Vanderbilt University). In 1922 verliet hij de school en startte met een eigen orkest, waarmee hij over de hele Verenigde Staten optrad. In 1933 werd hij de muzikale directeur van het radiostation WSM Radio in Nashville en dirigeerde hij het WSM-orkest in talrijke live-uitzendingen. WSM Radio zond onder meer het populaire Grand Ole Opry uit. Hij bleef tot 1955 bij WSM.
Zijn eerste grote succes als componist was de song "Night Train to Memphis" uit 1942, die hij samen met Owen Bradley en Marvin Hughes schreef en die Roy Acuff opnam voor Columbia Records en later voor Hickory Records. Er werden meer dan 1 miljoen exemplaren van verkocht en de song werd door een 50-tal andere artiesten gecoverd.
In 1947 schreef hij samen met Francis Craig "Beg Your Pardon", dat onder meer door Francis Craig zelf, Frankie Carle, de Dinning Sisters en Art Mooney werd opgenomen.
Andere bekende songs componeerde hij in de volgende jaren samen met tekstschrijver Haven Gillespie: "That Lucky Old Sun", waarmee Frankie Lane in 1949 acht weken lang op nummer 1 stond in de bestsellerlijst van Billboard Magazine; "The Old Master Painter"; "God's Country". Deze werden door verschillende artiesten opgenomen, waaronder Frank Sinatra. "That Lucky Old Sun" is onder andere gecoverd door Ray Charles, Aretha Franklin, Johnny Cash en Willie Nelson.
In 1951 werd Beasley Smith muzikaal directeur bij Dot Records en richtte hij samen met Randy Wood, de stichter van Dot Records, de muziekuitgeverij Randy Smith Music op (aangesloten bij ASCAP). Smith bracht in de 1950's ook enkele singles uit op Dot Records.
Vanaf 1960 werkte hij als A&R-manager en arrangeur voor Dot Records. Hij schreef in 1962 nog de song "Land of the midnight sun" (samen met John LoBuono), opgenomen door The Brothers Four.
Beasley Smith stierf in 1968 na een hersenbloeding.